# 맥마흔 스타디움
맥마흔 스타디움(McMahon Stadium)는 캐나다 앨버타주 캘거리에 위치한 다목적 경기장이다. CFL 캘거리 스탬피더스가 홈 경기장으로 사용하고 있다.

## 같이 보기
- 캘거리 스탬피더스